# 塞多夫湖
54°03′21″N 10°24′12″E / 54.0558°N 10.4034°E
塞多夫湖（德語：Seedorfer See），是德國的湖泊，位於該國北部石勒蘇益格-荷爾斯泰因州，由塞格貝格縣負責管轄，面積0.75平方公里，平均水深1.9米，最大水深4.2米，水體容量143萬立方米，湖岸線長度6.8公里。